# Образцов, Виктор Александрович
Ви́ктор Алекса́ндрович Образцо́в (род. 7 декабря 1936, Москва, СССР) — советский и российский учёный-криминалист, доктор юридических наук, профессор.

## Биография
Родился 7 декабря 1936 году в Москве.
В 1963 году окончил юридический факультет МГУ имени М. В. Ломоносова.
В 1962—1971 годы работал следователем в органах прокуратуры.
В 1976—1988 годы был научным сотрудником Всесоюзного института по изучению причин и разработке мер предупреждения преступности при Прокуратуре СССР.
В 1976 году защитил диссертацию на соискание ученой степени кандидата юридических наук по теме «Проблемы раскрытия преступлений против здоровья населения, связанных с пищевыми отравлениями».
В 1986 году защитил диссертацию на соискание ученой степени доктора юридических наук по теме «Проблемы совершенствования научных основ методики расследования преступлений».
С 1988 года преподавал в МГЮУ имени О. Е. Кутафина. Был профессором и заведующим (до 1997 года) кафедрой криминалистики.
В 1989 году присвоено учёное звание профессора.
Автор более 200 научных трудов по вопросам общей и частной теории криминалистики, проблемам криминалистической тактики и методики расследования, технологии производства следственных действий.

## Сочинения
- Теоретические основы раскрытия преступлений, связанных с ненадлежащим исполнением профессиональных функций в сфере производства — Иркутск, 1985
- Криминалистическая классификация преступлений — Красноярск, 1988
- Криминалистика — М., 1997 (1994, 1995, 1997, 1999, в соавт.)
- Криминалистика. Курс лекций — М., 1996
- Основы криминалистики (1996)
- Выявление и изобличение преступника (1997)
- Раскрытие убийств" (1998, в соавт.)
- Монологи. Криминалисты о своей профессии. Иркутск-М., 1999
- Образцов В. А., Богомолова С. Н. Криминалистическая психология. — М.: Юнити-Дана, Закон и право, 2002. — 448 с. — 20 000 экз. — ISBN 5-238-00354-4. Архивировано 17 апреля 2015 года.
- Криминалистика: парные категории (2007)